# ガジ・スタジアム
ガージー・スタジアム（パシュトー語: غازی لوبغالی、英語: Ghazi Stadium）は、アフガニスタンの首都カーブルにある多目的スタジアムであり、アフガニスタンの国立競技場である。

## 概要
アマーヌッラー・ハーンが国を治めていた1923年に設立された。1990年代にはターリバーン政府の式典会場としても用いられていた。現在は主にサッカーの試合に用いられる。収容人数は25,000人。現在、カーブル・リーグの開催地となっている他、サッカーアフガニスタン代表がホームスタジアムとして使用する。
2002年から2003年にかけて、FIFAのゴールプロジェクトにより、FIFA、AFC、ドイツサッカー連盟、イングランドサッカー協会、イラン・イスラム共和国サッカー連盟などの協力もあり、61万ドルをかけて人工芝のピッチが整備された。

## 交通アクセス
カーブル国際空港からタクシーで約3分。